# Panell visualitzador SED
El Panell SED és un tipus de panell visualitzador per a pantalles planes caracteritzat per usar la tecnologia de les pantalles de tub tradicionals (CRT) per a cadascun dels punts (píxels) mostrats en pantalla. Cada píxel és un micro tub de rajos catòdics. En principi, aquest tipus de panells ofereix els avantatges dels tubs d'imatge i els dels TFT, sense cap dels defectes d'ambdós. D'aquesta manera s'aconsegueix millorar el contrast i l'angle de visió sense augmentar el consum. També permet ampliar les dimensions de la pantalla pel que fa a les pantalles de tecnologia TFT o les de plasma.
El projecte ha estat desenvolupat conjuntament per Canon i Toshiba.

## Objectius i desenvolupament
El panell SED (Surface-conduction Electron-emitter Display o panell d'emissions d'electrons dirigits) va ser pensat i creat per a millorar la tecnologia amb la qual conten els televisors plans. Aquest tipus de panell pretén cobrir les necessitats requerides per a l'alta definició en tots els camps relacionats amb la imatge digital (des de la seua aplicació en televisors, com en l'aplicació per a la fotografia i pel·lícules).
El projecte començà a mitjans els anys 80 per Canon, i més tard, en 1999 tingué un gran suport per part Toshiba, multinacional dedicada a l'electrònica. Aquesta unió planteja la creació d'un projecte comú sota un mateix nom, d'aquesta manera apareix aquesta tecnologia amb el nom de SED Inc. A més, el desenvolupament d'aquesta tecnologia s'ha accelerat vertiginosament amb perspectives per a poder-la comercialitzar en el 2007 (previsió de venda en el mercat sense confirmar). La companyia preveu pantalles que suporten més de 40 polzades.

## Tecnologia
La tecnologia utilitzada per a aquests panells encara està en fase de desenvolupament i no hi ha especificacions de com va a funcionar exactament. El principi radica en el de les televisions normals de tub de raigs catòdics, (CRT). En els CRT, un feix d'electrons és focalitzat cap a cada píxel per a il·luminar-lo segons convinga. En la tecnologia SIGUEU aquest procediment es "simplifica" perquè s'utilitza un feix d'electrons individual per a cada píxel, el qual il·luminarà posteriorment el fòsfor encarregat de produir la llum que farà brillar els colors primaris RGB de cada píxel. Gràcies a açò no caldrà dirigir i focalitzar un únic llamp d'electrons sobre una matriu de píxels, sinó que cal muntar milions de rajos d'electrons sobre un panell SED. Un per a cada píxel. Així doncs, cada píxel tindrà el seu propi canó d'electrons. Aquest canó d'electrons es forma a partir de dos elèctrodes molt menuts (microscòpics) separats per uns nanometres de distància. A aquests elèctrodes se'ls aplica una tensió elèctrica de 16 volts que "travessa" els nanòmetres que separa els elèctrodes. Fruit d'aquest "salt" entre elèctrodes, el corrent genera electrons que ixen disparats cap a totes les adreces. Per a canalitzar aquests electrons fins al fòsfor que ho farà brillar s'utilitza un camp elèctric de 10 Kilovolts cap a l'adreça on estiga el fòsfor. D'aquesta manera es genera un feix d'electrons unidireccional que impacta sobre el fòsfor pertanyent a un determinat píxel. Per a formar una imatge sencera es necessiten centenars de milers de píxels (milions en alta definició). Per tant, actualment s'està estudiant la col·locació dels canons d'electrons en un reduït espai, sense que això signifique una pèrdua de funcionalitat per part d'aquests canons o una pèrdua d'homogeneïtat en la imatge.

## Prestacions
En emprar una tecnologia tan semblant a la de CRT, totes les característiques i assoliments arribats amb aquesta tecnologia podran ser aplicats a les pantalles SED. Els televisors que utilitzen panells SED tindran una qualitat d'imatge igual a tots els televisors CRT, aconseguint millorar d'una manera excel·lent les deficiències dels aparells de pantalla plana LCD, plasma o TFT.
- El color, el contrast i la lluminositat seran iguals o millors que els CRT.
- No haurà cap problema per a l'angle de visió de la pantalla (D'aquesta manera no haurà canvis de color i lluentor des de diferents angles).
- El seu consum rebaixa 2/3 la potència utilitzada en un CRT. 1/3 pel que fa a la utilitzada en els LCD.
- Tolerarà temperatures des dels -40º als +85º.
- El procés de fabricació és més senzill que el de les pantalles LCD.
- No haurà problemes amb el refresc de la imatge i la seua fluïdesa, ja que utilitzaran la mateixa velocitat de refresc que un televisor CRT normal.

- El color negre arribarà a major qualitat.[1]

## Futur i comercialització
S'esperava la seua comercialització a mitjan any 2007. Els seus baixos costos de fabricació i la seua gran qualitat haurien fet aquesta tecnologia molt competitiva amb totes les gammes de televisors plans. No obstant això diferents problemes de disseny i producció, sumats al gran descens en el preu dels panells LCD i els èxits en altra tecnologia com l'OLED posen en seriosos dubtes la futura adopció de la tecnologia SED.

## Tipus de pantalles OLED més usuals
- AM OLED: Active Matrix OLED device
- FOLED: Flexible Organic Light Emitting Diode (UDC)
- OLED: Organic Light Emitting Diode/Device/Display
- PhOLED: Phosphorescent Oragnic Light Emitting Diode (UDC)
- PLED: Polymer Light Emitting Diode (CDT)
- PM OLED: Passive Matrix OLED device
- POLED: Polymer Oragnic Light Emitting Diode (CDT)
- RCOLED: Resonant Coloe Oragnic Light Emitting Diode
- SmOLED: Small Molecule Ogranic Light Emitting Diode (Kodak)
- SOLED: Stacked Oragnic Light Emitting Diode (UDC)
- TOLED: Transparent Oragnic Light Emitting Diode (UDC)